# Гірбом
Гірбом (рум. Ghirbom) — село у повіті Алба в Румунії. Входить до складу комуни Бергін.
Село розташоване на відстані 257 км на північний захід від Бухареста, 11 км на південний схід від Алба-Юлії, 83 км на південь від Клуж-Напоки.

## Населення
За даними перепису населення 2002 року у селі проживали 649 осіб, усі — румуни. Усі жителі села рідною мовою назвали румунську.